# 叶卡捷琳娜·阿瓦库莫娃
叶卡捷琳娜·谢尔盖耶夫娜·阿瓦库莫娃（俄語：Екатерина Сергеевна Аввакумова，韩语： Yekʰat'erina Sŭrŭgeyebŭna Abakʰumoba，1990年10月26日—），俄罗斯、韩国女子冬季两项运动员，2017年归化至韩国，2025年亚洲冬季运动会女子7.5公里短距离金牌得主。